# Сигуэла
Сигуэ́ла (исп. Río Cigüela, в некоторых местностях — Хигуэ́ла) — река в Испании. Длина — 225 км, площадь бассейна — 11970 км². Средний расход воды — 1,93 м³/с.
Истоки реки находятся в провинции Куэнка на перевале Кабрехас в Иберийских горах, являющимся водоразделом Иберийского полуострова между бассейнами Атлантического океана и Средиземного моря. Далее река протекает по провинциям Толедо и Сьюдад-Реаль, сливаясь с Гвадианой в болотистой местности Таблас-де-Даймьель, сегодня являющейся национальным парком.
Высота истока — 1080 м над уровнем моря. Высота устья — 630 м над уровнем моря.
Крупнейшие притоки — Санкара (168 км), Риансарес (99 км) и Амаргильо (57 км). Хотя в некоторых источниках указано, что наоборот, Сигуэла впадает в Санкару.